# Bota (filme)
Bota é um filme de drama albanês de 2014 dirigido por Iris Elezi e Thomas Logoreci. Foi selecionado como representante de seu país ao Oscar de melhor filme estrangeiro em 2016, mas não foi indicado.

## Elenco
- Flonja Kodheli - July
- Artur Gorishti - Beni
- Fioralba Kryemadhi - Nora
- Tinka Kurti - Noje
- Luca Lionello - Filipo